# جوش ولز
جوش ولز (بالإنجليزية: Josh Wells)‏ هو لاعب كرة قاعدة أمريكي، ولد في 6 يونيو 1987 في Mechanicsville, Virginia ‏ في الولايات المتحدة.

## وصلات خارجية
- جوش ولز على موقع دوري أستراليا لكرة القاعدة (الإنجليزية)